# Militärflugplatz Olenja

i7
i11
i13
Der Militärflugplatz Olenja (russisch Аэродром Оленья, ICAO-Code XLMO) ist ein Militärflugplatz der russischen Nordflotte.
Der Flugplatz und die zugehörige Siedlung Wyssoki befinden sich bei Olenegorsk in der Oblast Murmansk.

## Geschichte
Der Flugplatz war nach Plänen aus dem Jahr 1953 auch als Sprungbrett für Einsätze der strategischen Bomber Tupolew Tu-95 gegen die USA vorgesehen. Am 26. April 1963 landete Fidel Castro auf dem Flugplatz und wurde von Anastas Mikojan begrüßt.

## Zwischenfälle
Am 22. Januar 2019 verunglückte im Anflug auf den Flughafen bei schlechten Wetterbedingungen eine Maschine des Typs Tupolew Tu-22M3. Bei dem Absturz auf der Start- und Landebahn kamen drei von vier Besatzungsmitgliedern ums Leben.
Im Juli 2024 behauptete die Ukraine, mit einem Drohnenangriff einen der Tu-22M3-Bomber beschädigt zu haben.
Im Juni 2025 zerstörte die Ukraine mit einem weiteren Drohnenangriff in der Operation Spinnennetz mehrere Kampfflugzeuge.

## Truppenteile
Truppenteile, die seit 1990 in Olenja stationiert wurden:
- 924. Seeaufklärungsregiment (Tupolew Tu-22M)
- 967. Fernaufklärungsregiment (Tupolew Tu-22M)
- 88. selbständiges Marinejagdbomberregiment (zunächst Mikojan-Gurewitsch MiG-27, dann Suchoi Su-25)
- 458. Jagdfliegerregiment, Mikojan-Gurewitsch MiG-31BM

Nach einem erfolgreichen ukrainischen Gegenangriff auf den russischen Militärflugplatz Solzy am 19. August 2023 wurden die dort noch intakten Überschallbomber des Typs Tupolew Tu-22M im August 2023 mutmaßlich nach Olenja verlegt.